# Mala podlasica
Mála podlásica (znanstveno ime Mustela nivalis) je zver iz družine kun, ki živi tudi v Sloveniji.

## Opis
Mala podlasica je podobna veliki, a je od nje precej manjša. Hrbet je rjav, po trebuhu je bele barve, na vsaki strani grla pa ima mala podlasica rjavo pego. Rep je rjav in relativno kratek, na koncu pa je včasih črn. Severne populacije male podlasice pozimi zamenjajo barvo kožuha v belo. V Sloveniji živečim populacijam ostane hrbet tudi pozimi rjav, občasno pa se pojavijo tudi primerki, ki so barvo spremenili. Samci male podlasice so občutno večji od samic, saj odrasel samec tehta do 120 gramov, samica pa le do 60.
Samci, ki v populaciji praviloma izrazito prevladujejo, obvladujejo veliko večje teritorije kot samice, njihov teritorij pa meri najmanj en hektar. Glavna hrana te vrste podlasic so mali glodavci, poleg tega pa se prehranjujejo tudi z manjšimi pticami, žuželkami, jajci in kuščarji . Velikost teritorija posameznega osebka je odvisna od številčnosti glodavcev na njem, od številčnosti glodavcev pa je odvisna tudi velikost populacije male podlasice. Hrano ta vrsta podlasic išče skozi ves dan, premika pa se v skokih. Značilno zanje je, da pogosto uplenijo več hrane, kot so je sposobne pojesti, višek uplenjene hrane pa kopičijo v svojih duplinah za kasnejše obroke.
Samica koti enkrat do dvakrat na leto, vsakič po 4-6 mladičev. Brejost traja od 34 do 37 dni, odložene implantacije pa pri mali podlasici ni. Samica doji mladiče do starosti najmanj 12 tednov. Spomladi poleženi mladiči hitro rastejo in so lahko v avgustu že spolno zreli. Jesenska generacija raste veliko počasneje.
Samci spolno dozorijo pri starosti osmih mesecev, samice pa že pri štirih.
V ujetništvu živi do 10, v naravi pa običajno do 3 leta saj je mala podlasica tudi sama plen ujed, sov in nekaterih drugih zveri (lisic, domačih mačk, hermelinov, ...). Samo 1 mladič od 80 ali 90-ih dočaka starost 2 let. V nosnični votlini je pogosta zajedavska glista, ki lahko zelo iznakazi čelnico. V Veliki Britaniji je z omenjeno glisto okuženih 43-100% malih podlasic.
V Sloveniji je mala podlasica uvrščena na seznam zavarovanih vrst.